# Darby Conley
Darby Conley (né le 15 juin 1970 à Concord) est un auteur de comic strip américain, créateur en 1999 de Get Fuzzy.

## Prix
- 2003 : Prix du comic strip de la National Cartoonists Society pour Get Fuzzy